# Vliegveld Brasschaat
Het vliegveld van Brasschaat is een van de oudste vliegvelden in België. Vlakbij ligt het Site Gunfire Brasschaat-Museum. 

## Geschiedenis
Sinds 1910 is er non-stop vliegactiviteit geweest. Kiewit is enkele maanden ouder, maar is vanaf de jaren twintig voor bijna vijftig jaar niet actief geweest. Het vliegveld is een onderdeel van de militaire basis van Maria-ter-Heide, die deel uitmaakt van de fortengordel rond Antwerpen. Naast het vliegveld is een uitgebreid oefenterrein, dat nu grotendeels als natuurgebied wordt gebruikt. Er was een militaire spooraansluiting vanuit Kapellen die vlak bij het vliegveld een laadplatform had voor tanks.
Op 16 april 1913 werd in Brasschaat het eerste Squadron van de 'Compangie des Aviateurs', de voorloper van de Belgische Luchtmacht, opgericht.

## Eigenschappen
De afkorting (ICAO) van het vliegveld is EBBT en het is de permanente uitvalsbasis voor het vliegveld van Deurne (EBAW). Radiofrequentie: 122.905.
Vanuit de lucht is het vliegveld goed herkenbaar aan zijn unieke vorm, het bestaat namelijk uit een lang recht stuk met een betonnen runway en een groot vierkant grasveld waar de taxiway omheen loopt, dit zorgt voor een groot vraagteken als we het vanuit de lucht bekijken.
De landingsbaan ligt grotendeels in de noord-zuidrichting (164° - 344°).

## Activiteiten
Het vliegveld is de thuisbasis van de Koninklijke Aeroclub Brasschaat (K.A.C.B.) die er aan zweefvliegen en recreatieluchtvaart doen.
Het vliegveld is vrij van landingsrechten maar er werd een vrijwillig landing fee gevraagd van Euro 5 per vliegtuig van bezoekers. In de week is er relatief weinig activiteit, maar in het weekend is er wanneer het weer het toelaat private vliegactiviteit. Bij zweefvliegactiviteit moet men rekening houden met lieractiviteit, het veld kruisen onder de tweeduizend vijfhonderd voet is dan afgeraden.
In 2016 werd het vliegveld Brasschaat weer voor defensieve doeleinden gebruikt. 
Onbemande drones stegen vanaf april op vanaf vliegveld Brasschaat. De drie toestellen, type B-Hunter, en hun 35 man grondpersoneel waren gestationeerd op het vliegveld. De zogenaamde Unmanned Aerial Vehicles voerden een opdracht uit ter ondersteuning van de federale politie in het kader van de terrorismebestrijding. Het UAV-detachement werd op 3 mei 2016 in Brasschaat voorgesteld in aanwezigheid van defensieminister Steven Vandeput (N-VA), de Brasschaatse schepen Luc Sevenhans en een deel van de legertop. De toestellen bleven telkens zo'n acht vlieguren in de lucht, en werden al die tijd onafgebroken vanuit een besturingscontainer in Brasschaat geleid door een driekoppige bemanning. Zodoende had Vliegveld Brasschaat, althans gedeeltelijk, terug een defensieve bestemming gekregen.